# Бенедиктов Володимир Григорович
Володи́мир Григо́рович Бенеди́ктов (*17 листопада 1807, Петербург — †26 квітня 1873) — російський поет.
Перша збірка віршів (1835) мала великий, але короткочасний успіх. Твори Бенедиктова критикував Віссаріон Бєлінський за пишномовність і риторичність.
Бенедиктов перекладав Байрона, Шекспіра, Міцкевича і багатьох інших поетів. Його переклади окремих творів Барб'є і Беранже позитивно оцінив Тарас Шевченко.

## Твори
- Стихотворения. Л., 1939.